# La alcantarilla (cuento de Ray Bradbury)
La alcantarilla (título original en inglés: The Cistern) es un relato del escritor estadounidense Ray Bradbury publicado originalmente en la revista Mademoiselle de mayo de 1947.
Fue incluido en la antología de cuentos 
Dark Carnival	(1947), primer libro de Bradbury y reeditado en The October Country	(1955) y The Small Assassin (1962).

## Argumento
Una tarde lluviosa, dos hermanas hablan mientras oyen caer la lluvia. Juliet, la mayor, borda. Anna contempla la calle tras la ventana y, ensoñada, cuenta la historia de dos amantes muertos que permanecen inertes en las alcantarillas de la ciudad hasta que el agua de la lluvia los reanima y los vuelve a unir.